# Traktor brez voznika
Traktor brez voznika je avtonomno kmečko vozilo, ki pri obdelavi tal in drugih kmetijskih opravilih pri visoki hitrosti zagotavlja velik vlečni napor. Ne potrebuje voznika, saj deluje brez človekove navzočnosti znotraj traktorja. Tako kot druga brezpilotna zemeljska vozila so programirani, da med opravljanjem svoje naloge samostojno opazujejo svoj položaj, odločajo o hitrosti in se izogibajo oviram, kot so ljudje, živali ali predmeti. Traktorji brez voznikov se delijo na popolno avtonomno tehnologijo in nadzorovano tehnologijo. 
Zamisel o traktorjih brez voznikov se je pojavila v začetku leta 1940, vendar se je v zadnjih nekaj letih ta ideja resnično uresničila. Traktorji uporabljajo GPS in drugo brezžično tehnologijo za obdelovanje zemlje brez potrebe voznika. Delujejo s pomočjo nadzornika, ki spremlja napredek na kontrolni postaji.
Oprema GPS, nameščena na traktorjih, opravlja več funkcij:
- Izravnava smeri za traktorje.
- Nadzor goriva za traktorje.
- Kartiranje kmetij.
- Samodejno krmiljenje.
- Poročanje in analize podatkov.[1]